# Alchimowicz (herb szlachecki)
Alchimowicz – polski herb szlachecki, odmiana herbu Pobóg.

## Opis herbu
Opis zgodnie z klasycznymi regułami blazonowania:
W polu błękitnym podkowa srebrna z sercem czerwonym, na którym zaćwieczone pół strzały srebrnej, między ocelami.
Klejnot: Trzy pióra strusie.
Labry: Błękitne, podbite srebrem.

## Najwcześniejsze wzmianki
Zapisy w księgach szlachty guberni mińskiej 1863 rok.

## Herbowni
Alchimowicz.

Rodzina brzesko-litewska, pochodzi od Piotra z Montowtów Alchimowicza, który w 1597 otrzymał od króla Zygmunta III wieś Stolpy w woj. brzeskim.